# Bolbaffer coriaceus
Bolbaffer coriaceus är en skalbaggsart som beskrevs av Rudolph Petrovitz 1969. Bolbaffer coriaceus ingår i släktet Bolbaffer och familjen Bolboceratidae. Inga underarter finns listade.